# Yirong
Yirong är en köping i sydöstra Kina. Den ligger i Zijin härad i staden Heyuan i provinsen Guangdong, omkring 170 kilometer öster om provinshuvudstaden Guangzhou. Antalet invånare är 42 471. Befolkningen består av 21 290 kvinnor och 21 181 män. Barn under 15 år utgör 25,0 %, vuxna 15-64 år 63 %, och äldre över 65 år 10,0 %.